# Zoodes formosanus
Zoodes formosanus är en skalbaggsart som beskrevs av Tatsuya Niisato 1982. Zoodes formosanus ingår i släktet Zoodes och familjen långhorningar.
Artens utbredningsområde är Taiwan. Inga underarter finns listade i Catalogue of Life.